# Anayama Nobukimi
Nobukimi Anayama (穴山 信君?, Anayama Nobukimi; 1541 – 21 giugno 1582) è stato un generale giapponese, conosciuto anche con il nome di Baisetsu Nobukimi o Anayama Baisetsu. Figlio di Anayama Nobutomo e nipote di Takeda Shingen, divenne famoso anche per essere uno dei ventiquattro generali di Takeda Shingen.

## Biografia
Ha combattuto per suo zio nelle battaglie di Kawanakajima del 1561, nell'assedio di Minowa del 1566, nell'assedio di Odawara del 1569, nella battaglia di Mikatagahara del 1573, e nella battaglia di Nagashino del 1575, prima di defezionare e passare al servizio di Tokugawa Ieyasu, fornendogli aiuto nella sua campagna contro Takeda Katsuyori.
Ricevette diversi possedimenti nella provincia di Suruga, dopo la conquista di questa da parte di Takeda Shingen nel 1569, e qui rimase per un decennio. Mantenne un posto importante nella gerarchia del Clan Takeda anche quando il comando passò a Takeda Katsuyori, e fu posto a capo di un gran numero di truppe nella battaglia di Nagashino, al termine della quale gli fu concesso il castello di Ejiri. Nel 1582, per ragioni non ancora chiarite, prese la decisione di tradire il suo clan e passare al servizio di Tokugawa; fu per questo premiato da Tokugawa Ieyasu con un feudo nella provincia di Kai, sebbene il mutamento della sua lealtà si rivelasse effimero: solo pochi mesi dopo, accompagnando Tokugawa ad Osaka, fu costretto a fuggire a causa della rivolta di Akechi Mitsuhide; per fare ritorno a Mikawa insistette nel prendere una strada differente da quella di Ieyasu e delle sue truppe (che attraversarono la provincia di Iga), e fu ucciso. Una leggenda narra che a dargli la morte furono uomini fedeli al Clan Takeda desiderosi di vendetta per il tradimento subito, che lo stavano inseguendo da settimane.